# 松本かれん
松本 かれん（まつもと かれん、2002年〈平成14年〉3月28日 - ）は、日本の女性アイドル、モデル、タレント。女性アイドルグループ・FRUITS ZIPPERおよびPiKiのメンバー。アソビシステム所属。千葉県出身。

## 略歴
アイドルになる以前はTikTokerとして活躍していた。
音楽短大のピアノ専攻に所属していた。
2022年2月22日、アソビシステムの新アイドルプロジェクト・KAWAII LAB.から誕生したアイドルグループ・FRUITS ZIPPERのメンバーとして活動することを発表。メンバーカラーはベビーピンク。
同年4月24日、「FRUITS ZIPPER 櫻井優衣/真中まな/松本かれん 合同生誕祭」（恵比寿CreAto）にてアイドルとしてステージデビュー。
2023年9月13日、シングル「わたしの一番かわいいところ」にてFRUITS ZIPPERのメンバーとしてCDデビュー。
2025年6月21日、CUTIE STREETの桜庭遥花と新ユニット『PiKi』を結成した。

## 人物
ピアノが得意。吹奏楽部に所属していた経験があり、ドラムの演奏もできる。
2024年11月6日に開催された「マユリカとおねだりフルーツジッパー　マルフル学園祭〜秋のKAWAII祭り〜」1部では、ピアノの伴奏（合唱 旅立ちの日に）も披露した。
FRUITS ZIPPERのメンバーである仲川瑠夏はインタビューで松本を次のように評している。
「ベビーピンク担当のみんなの赤ちゃんです。妹にしてあげると喜ぶと思います！顔がバブなのに足が長くてスタイルがいいというギャップも持ってます！そして音大卒でピアノとドラムができるアイドル界のYOSHIKI様です！」—仲川瑠夏、レコログインタビュー
特徴的な声をしており「マカロンボイス」と呼ばれる。

## エピソード
- 影響を受けたアーティストは26時のマスカレイドの来栖りん
- 歳の離れた弟が2人いる。
- FRUITS ZIPPERへの参加のきっかけは、SNSにてアイドルになりたいと発信した所、現在の事務所を知り合いから紹介された[2]。アイドル活動はFRUITS ZIPPERが初めてである[3]。
- グループ結成時、最初に加入が決まった3人のメンバーのうちの1人である（松本の他に、早瀬ノエル、真中まなの3人）[7]。
- 好きな食べ物は寿司、特にサーモン[8]
- 嫌いな食べ物はマシュマロ、キャラメル、牛乳[8]
- イメージ等から差し入れなどで、いちごミルクをもらうことがあるが、苦手であるため、優しく受け取った後、メンバーにあげたりしている。[8]
- プリクラ機のイメージモデルになることが夢である[8]。
- 同グループメンバーの月足天音とは「あまれん姉妹」として姉妹を自称しており、SNSに寄せられるコメントにも自身で本当に姉妹であると嘘の返信をして困惑させている[8]。

## 出演

### テレビ
- 奇跡体験!アンビリバボー（2024年7月24日、フジテレビ）